# Obstsalat

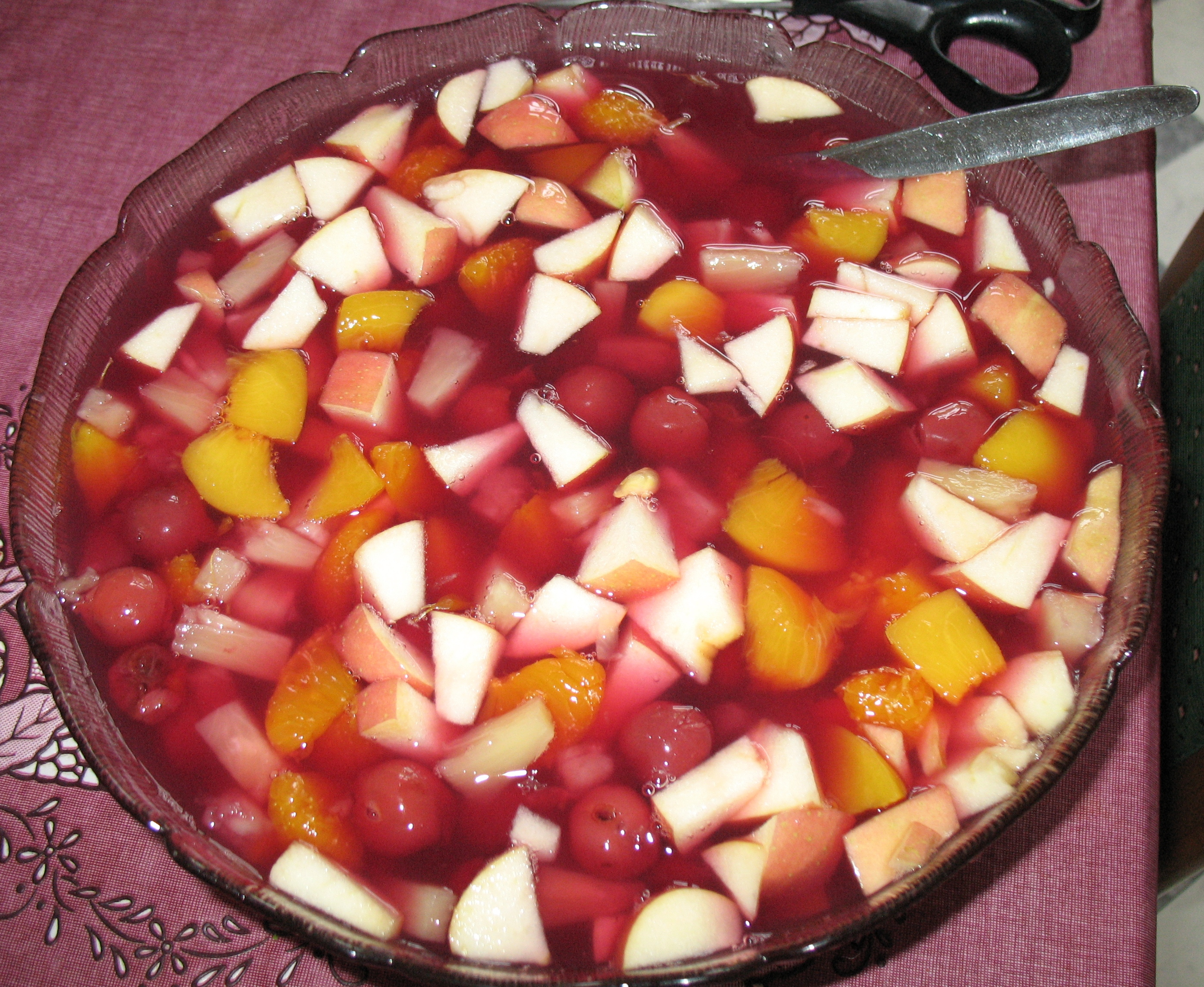
Obstsalat

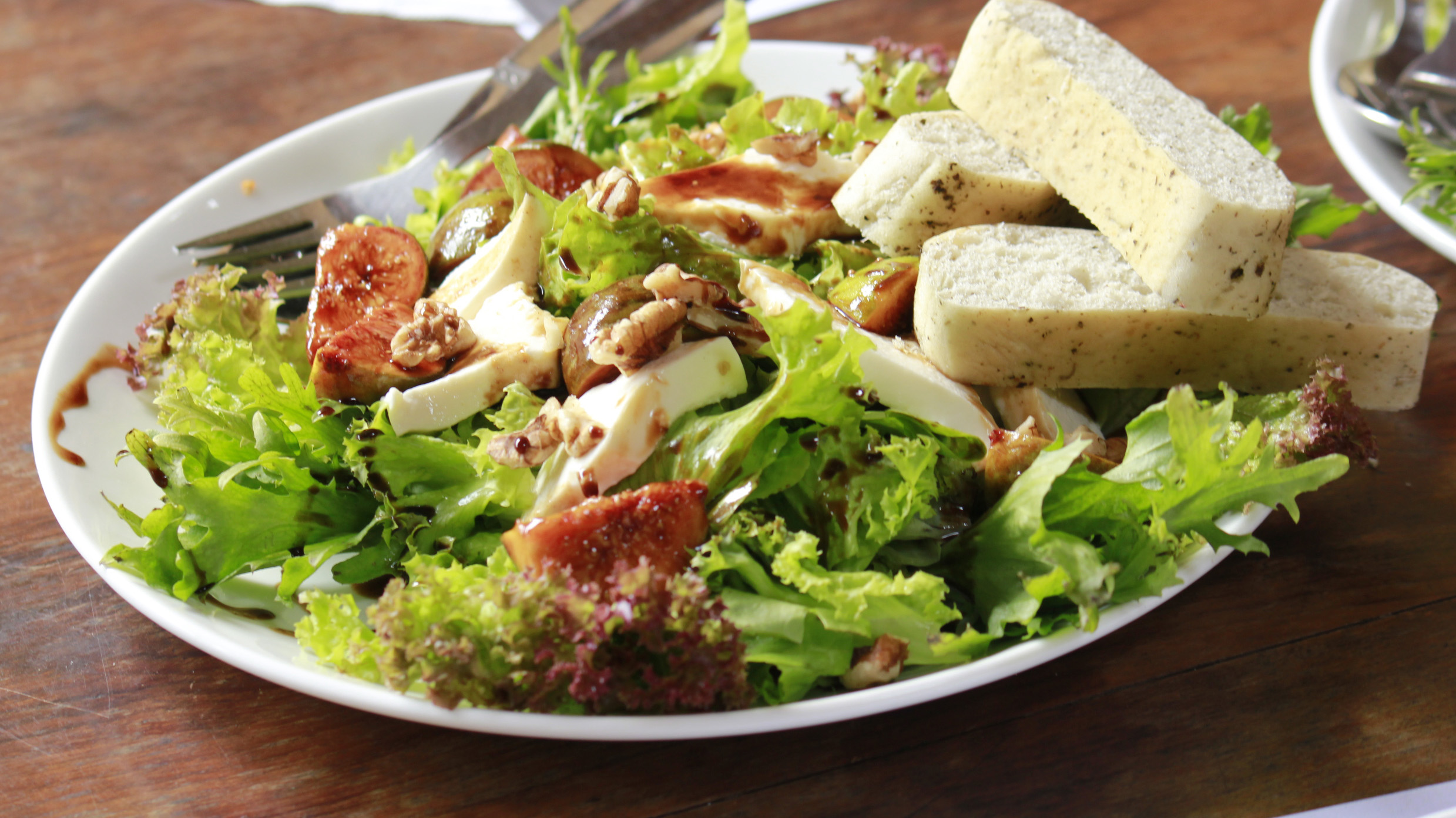
Feigensalat mit Walnüssen, Blattsalat, Käse und Knoblauchbrot

Obstsalat (auch Fruchtsalat) ist eine Speise aus frischen Früchten oder Kompottfrüchten. Zu unterscheiden sind herzhaft pikante Obstsalate (z. B. Avocadosalat, Feigensalat, Waldorfsalat) und als Süßspeise zubereitete.
Die Früchte können mit Puderzucker, Zitrone und Edelbränden mazeriert werden. Des Weiteren können zerkleinerte Nüsse oder Trockenfrüchte zugegeben werden. Zu besonderen Anlässen wird Obstsalat auf gestoßenem Kristalleis angerichtet oder in ausgehöhlte Früchte (Orangen, Ananas) eingefüllt und mit Speiseeis oder Schlagsahne komplettiert.
(Siehe auch Macédoine)
Er wird traditionell aus in kleine Stücke geschnittenem frischem Obst zubereitet. Typisch ist die Verwendung von Äpfeln, Birnen, Orangen, Honigmelone, Weintraube und Bananen. Diese werden je nach Rezept mit weiteren Obstsorten ergänzt, die geschmacklich oder farblich dazu passen.
Zur Vorbereitung werden die Früchte gesäubert, gegebenenfalls geschält und entkernt. Die geschnittenen Stücke werden anschließend mariniert, dabei unterscheidet man:
- die Zugabe von Kristallzucker, wodurch die Früchte zu saften beginnen und einen Fond bilden
- die Zugabe von Läuterzucker, der sich mit dem austretenden Saft verbindet
- die Zugabe von Fruchtsäften (z. B. Apfel oder Orange)

Stark färbende Früchte wie Beeren und dunkle Weintrauben gibt man erst nach dem Marinieren, kurz vor dem Verzehr hinzu. Durch die Zugabe von Zitronen- oder Limettensaft wird die Oxidation der Früchte eingeschränkt und die Haltbarkeit erhöht.
Je nach Rezept wird der Salat mit Honig oder Sirup gesüßt, mit Spirituosen aromatisiert oder durch die Zugabe von Nüssen, Mandeln oder Rosinen ergänzt. In einigen Regionen wird zu Obstsalat auch Salz und Gewürze hinzugefügt, in Indien und Pakistan insbesondere Kala Namak und Chat Masala.
Varianten des Obstsalates sind der Fruchtcocktail und Obstsalat in Dosen, bei dem der Salat konserviert wird. Neben der Verwendung als eigenständiges Gericht wird vorbereiteter Obstsalat häufig auch zur Ergänzung von Müslis, Speiseeis und Milchprodukten wie Joghurt und Quark genutzt.